# Kukka rahu
Kukka rahu är en ö i Östersjön i västra Estland. Den ligger i Pühalepa kommun i Hiiumaa (Dagö), 120 km väster om huvudstaden Tallinn.
Terrängen på Kukka rahu är mycket platt och öns högsta punkt är 2 meter över havet. Dess storlek är 0,05 kvadratkilometer. Den ligger utanför Dagös nordöstkust, mellan udden Hiiessaare neem i nordväst och udden Sääre nina i sydost. Tillsammans med den närliggande ön Pikkrahu täpper dem till öppningen för den innanför liggande bukten Kukka laht. De närmsta byarna heter Kukka, Kõlunõmme och Suuresdama och närmsta större samhälle är Kärrdal som ligger 8 km år nordväst. 
Klimatet i området är tempererat. Årsmedeltemperaturen i trakten är 6 °C. Den varmaste månaden är augusti, då medeltemperaturen är 17 °C, och den kallaste är mars, med 3 °C.